# Штруппен
Штруппен (нім. Struppen) — громада в Німеччині, розташована в землі Саксонія. Входить до складу району Саксонська Швейцарія — Східні Рудні Гори. Складова частина об'єднання громад Кенігштайн.
Площа — 20,68 км2. Населення становить 2491 ос. (станом на 31 грудня 2020).

## Галерея

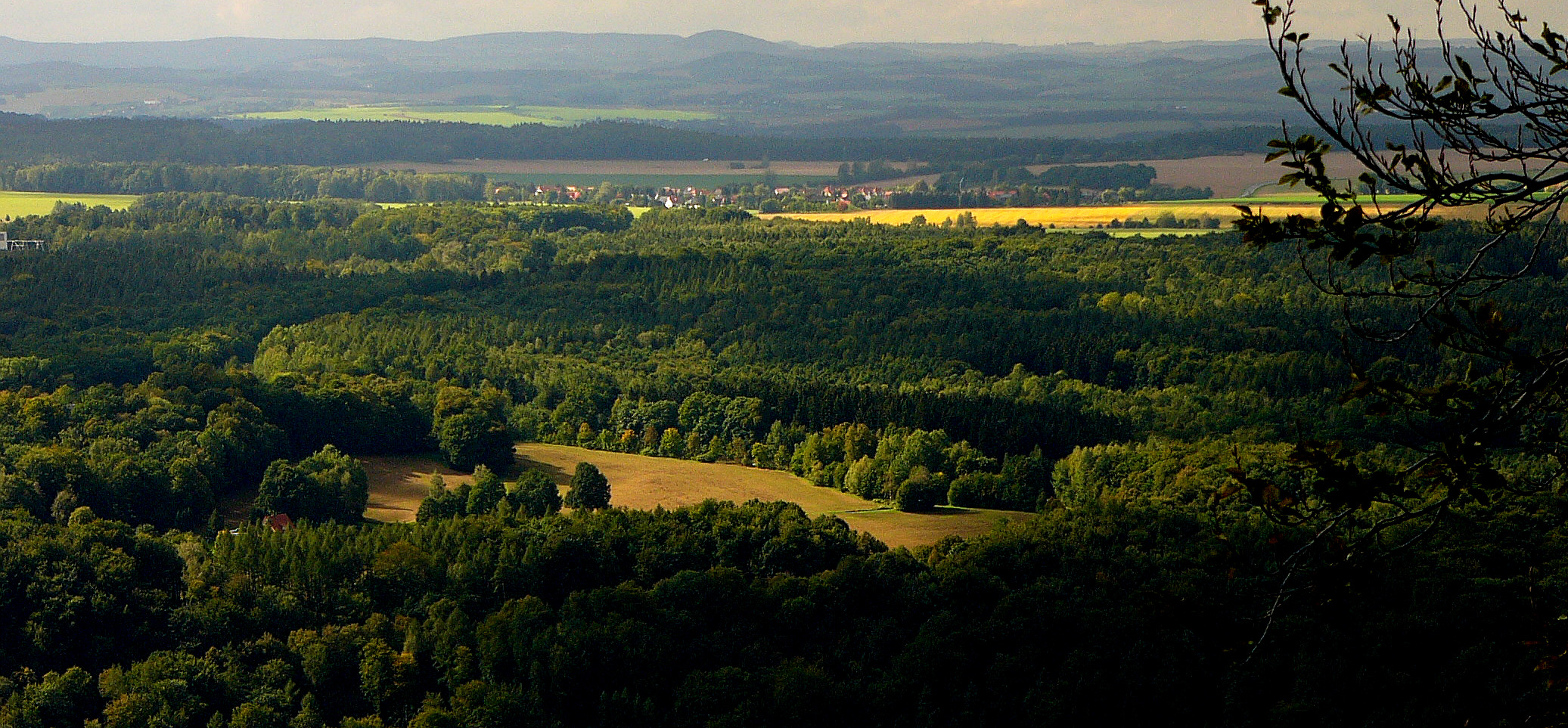
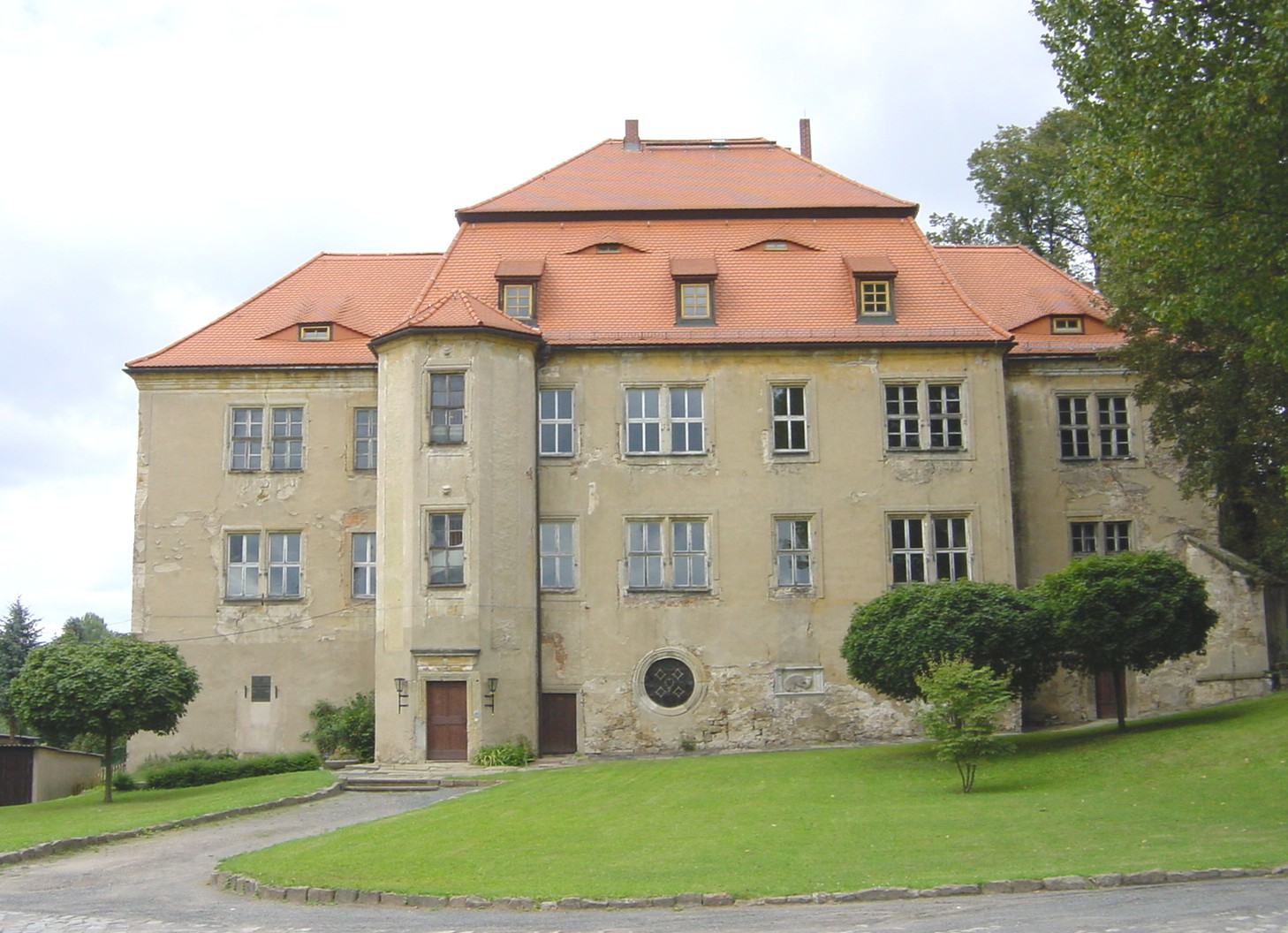
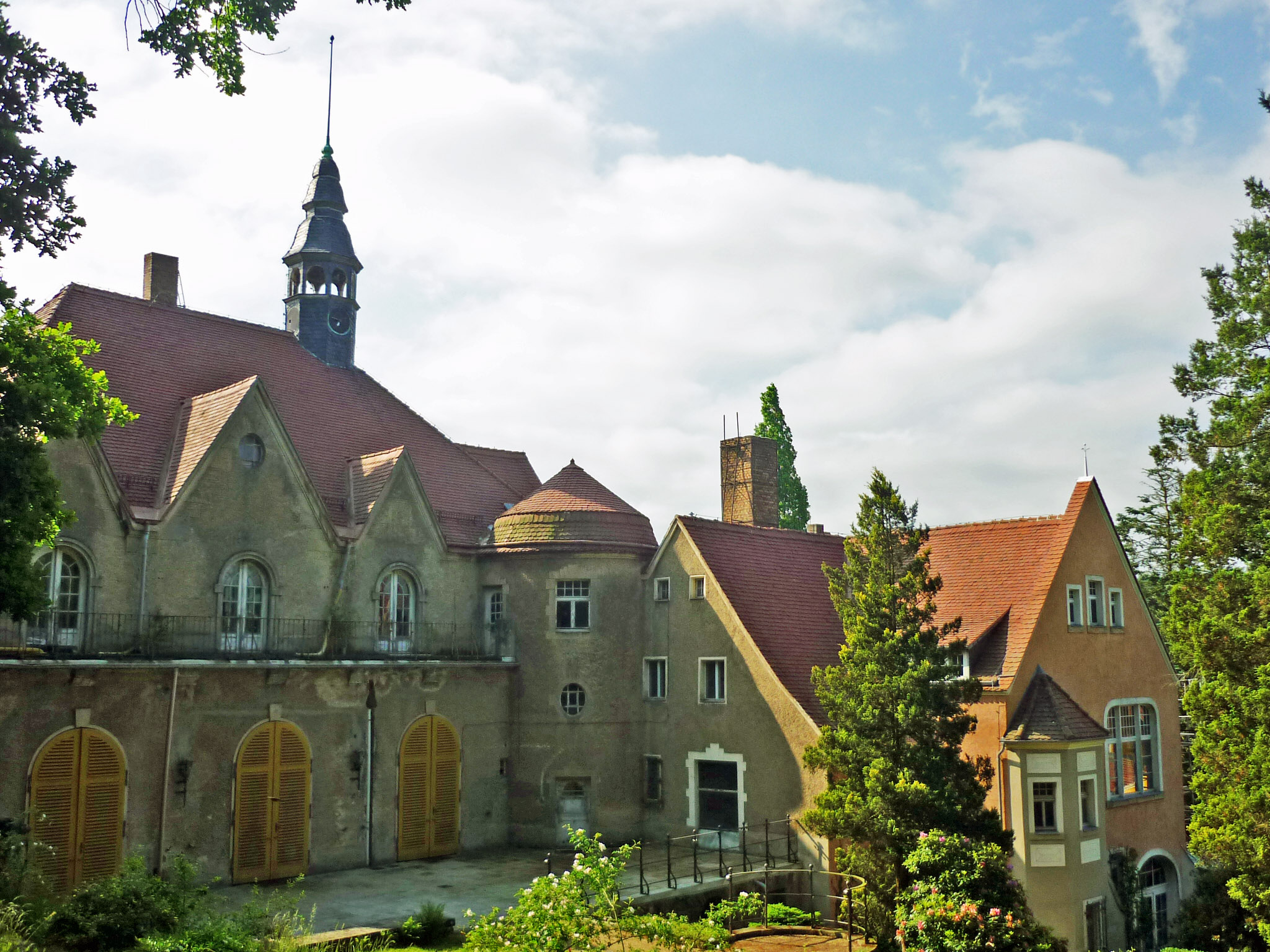
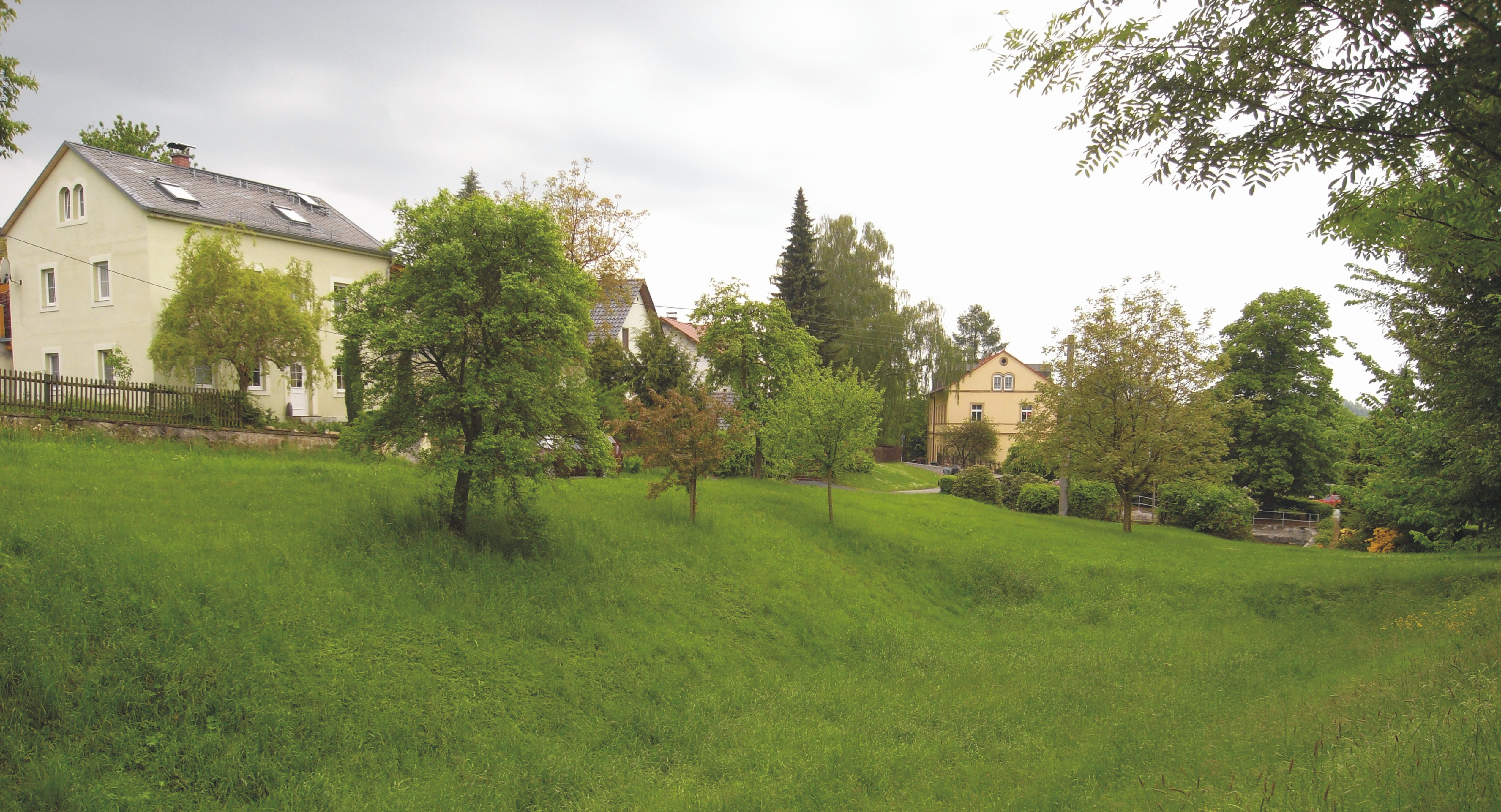
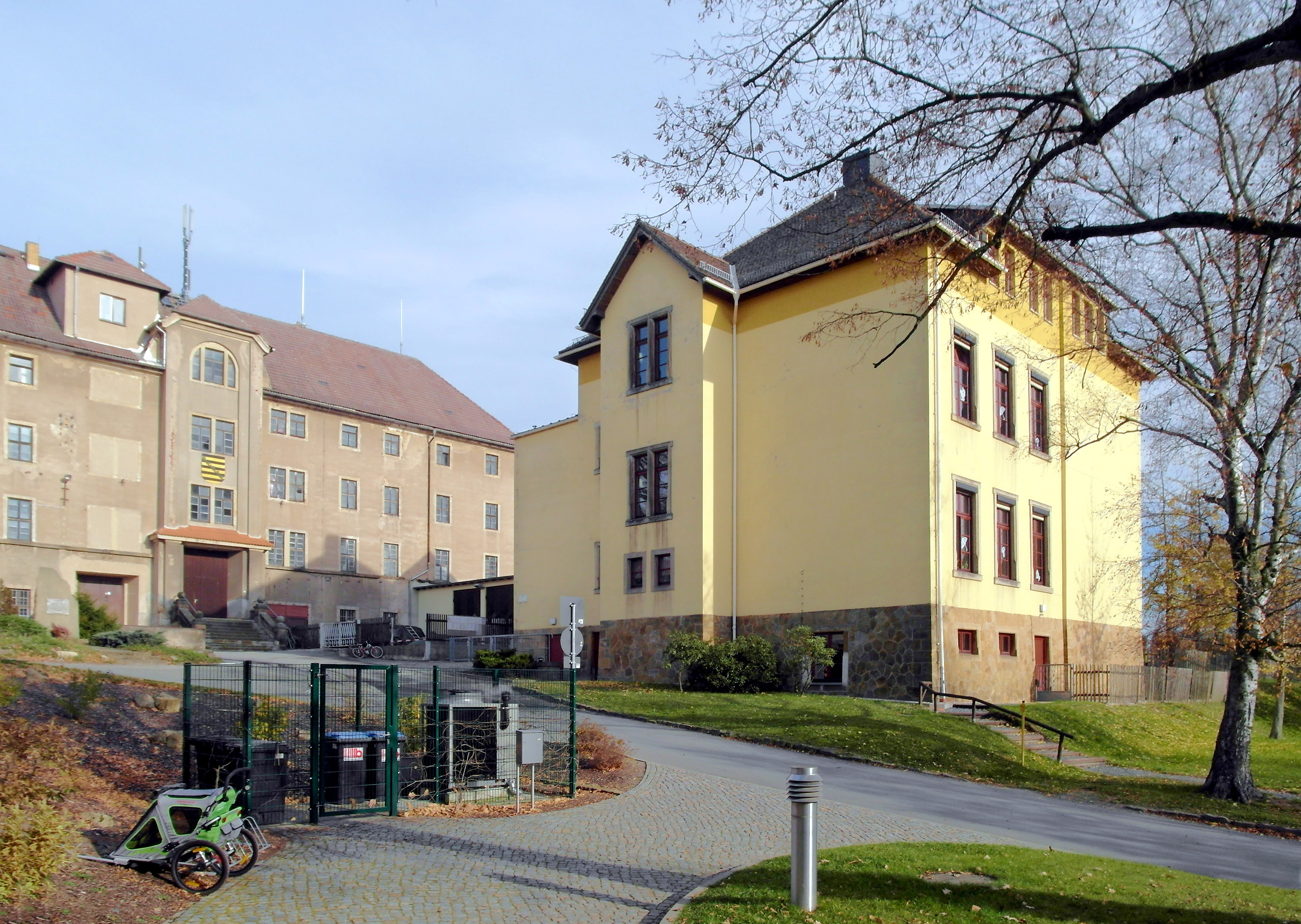
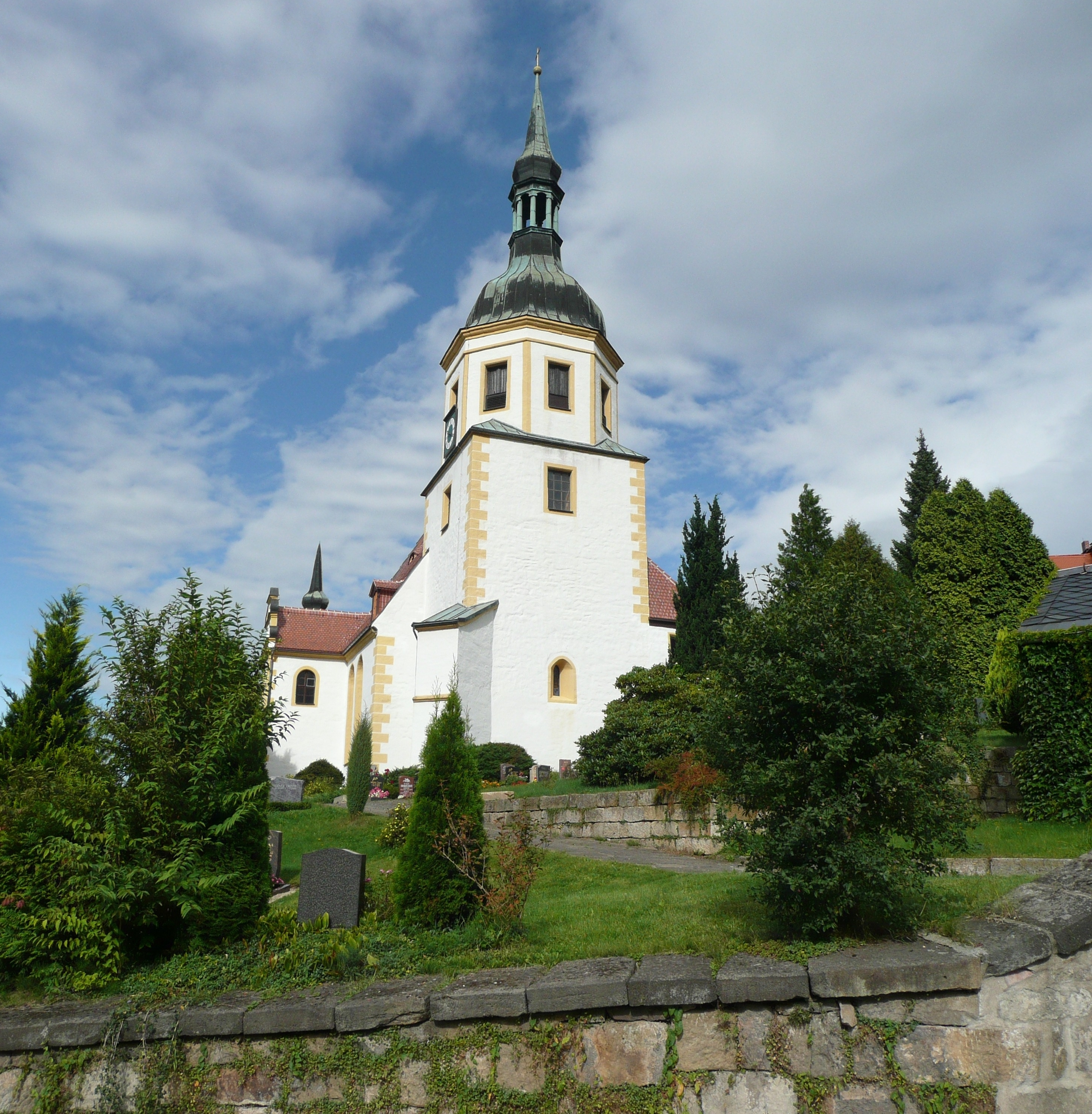